# Rivière du Fort
La rivière du Fort est un cours d'eau de Guadeloupe situé en Basse-Terre. 

## Description
La rivière est formée à partir de la jonction de la rivière Bras-du-Fort Deuxième Bras et de la rivière Bras-du-Fort Premier Bras au lieu-dit Sainte-Claire. Ces deux rivières ont deux sources distinctes situées dans la forêt de Sainte-Marie, dans les hauteurs de la crête du morne Gourbeyre, à environ 500 m d'altitude. L'ensemble s'écoule sur environ 6 km avant de se jeter rivière Bonfils qui elle-même rejoint ensuite la Petite Rivière à Goyave. 
Au lieu-dit Bonfils, il est possible de rejoindre la chute du Bras-du-Fort. 

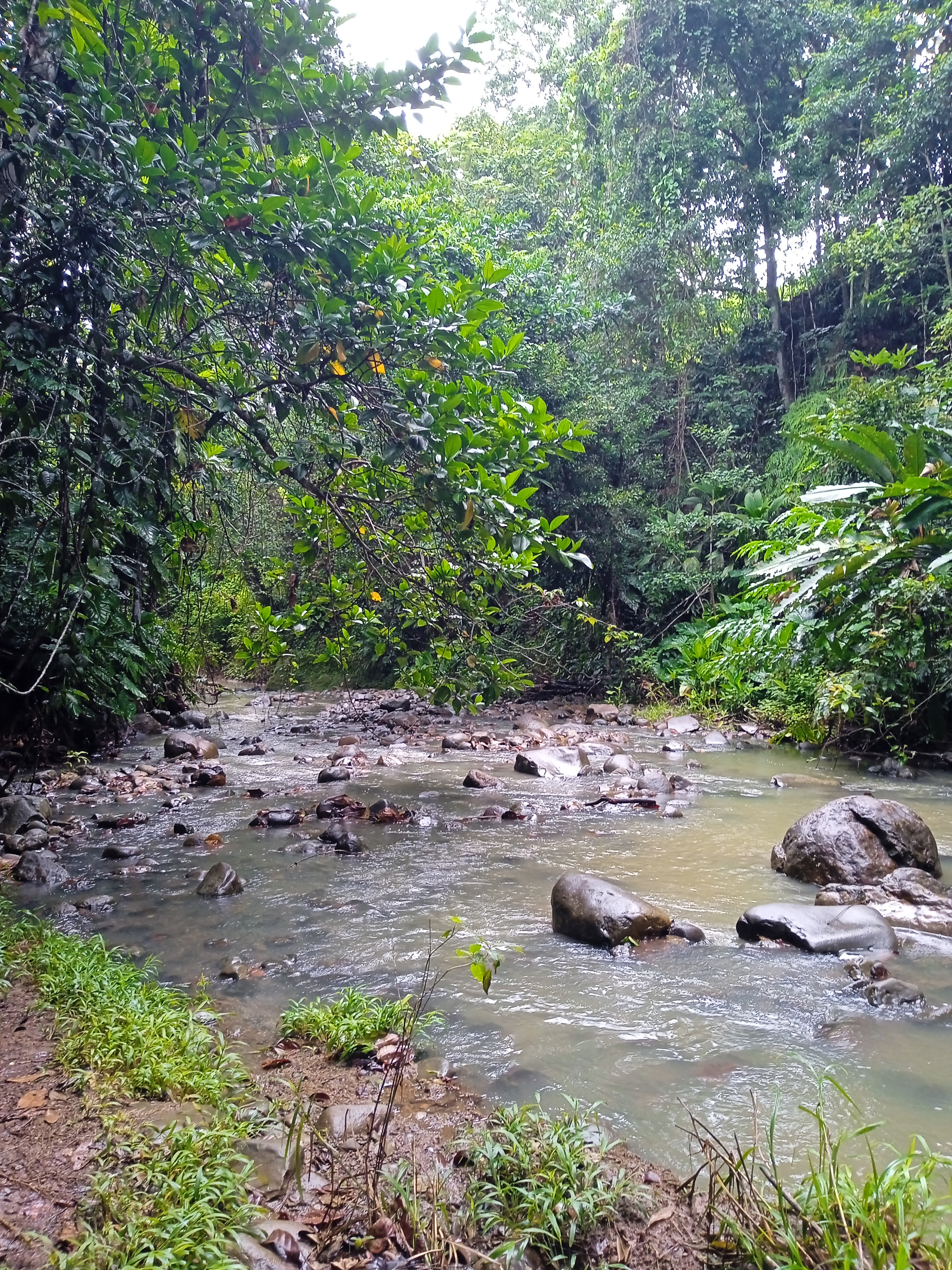
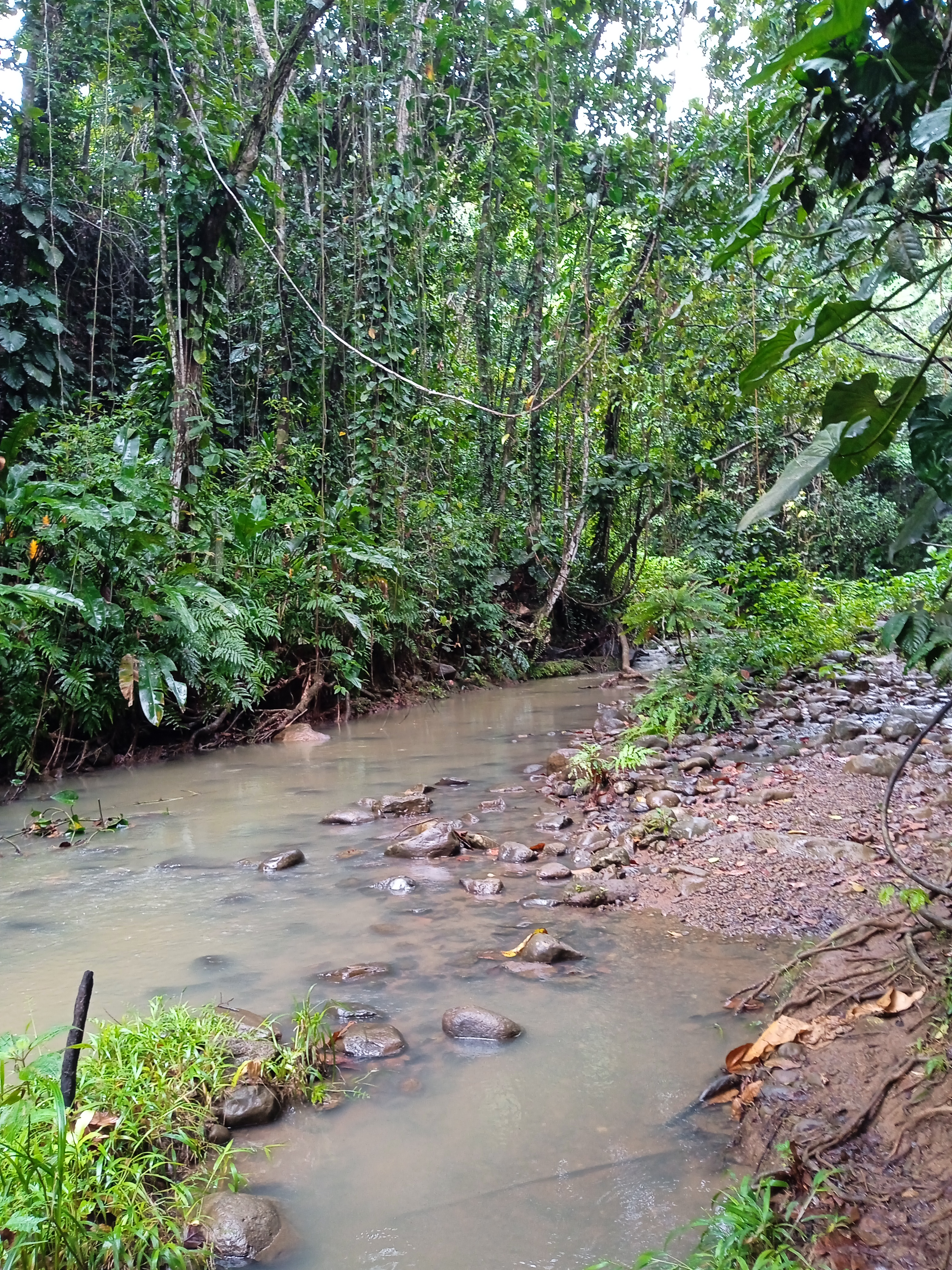
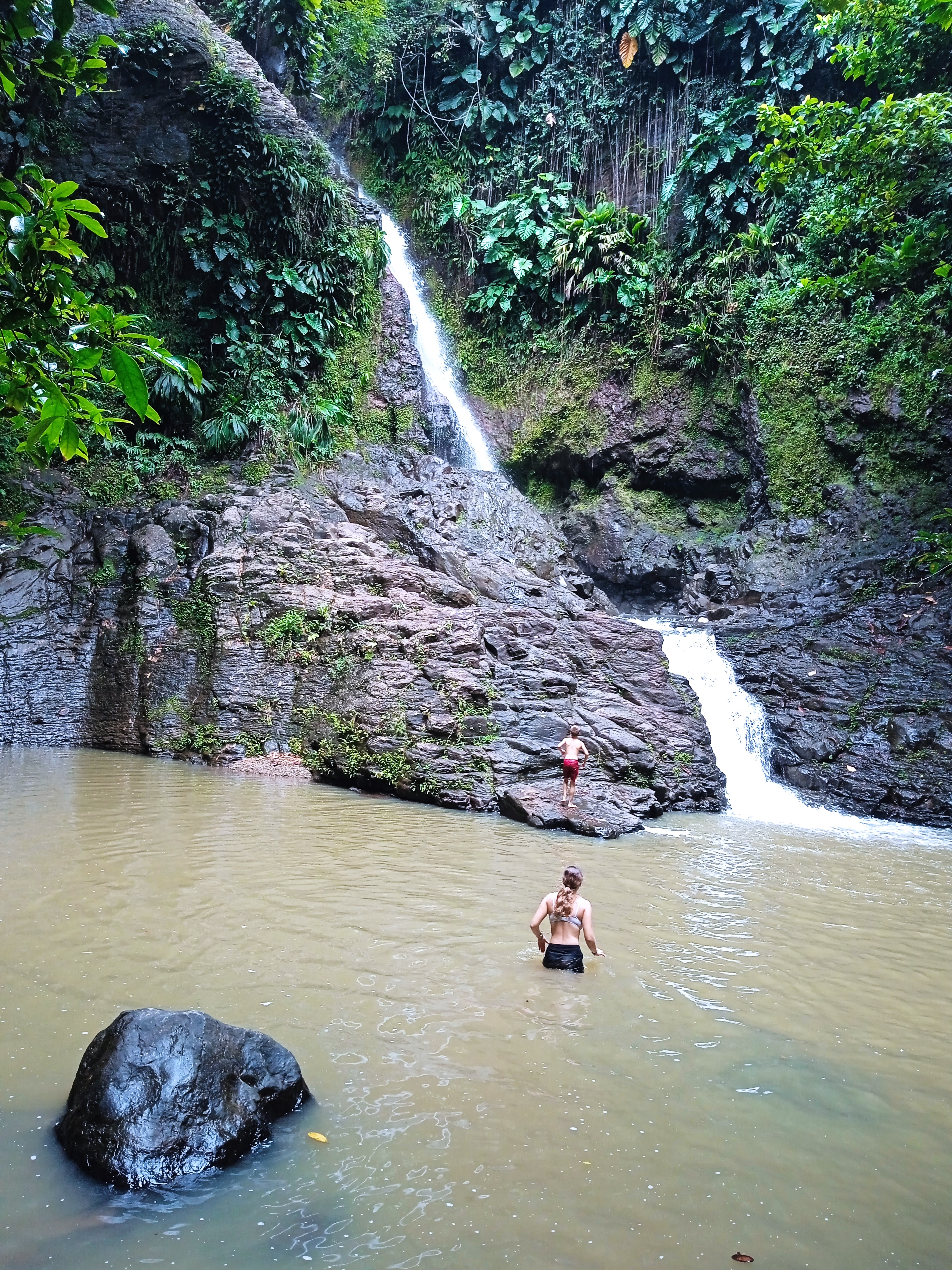
La chute du Bras-du-Fort.